# Pekčanica
Pekčanica (izvirno srbsko Пекчаница) je naselje v Srbiji, ki upravno spada pod Občino Kraljevo; slednja pa je del Raškega upravnega okraja.

## Demografija
V naselju, katerega izvirno (srbsko-cirilično) ime je Пекчаница, živi 278 polnoletnih prebivalcev, pri čemer je njihova povprečna starost 50,9 let (49,9 pri moških in 51,7 pri ženskah). Naselje ima 126 gospodinjstev, pri čemer je povprečno število članov na gospodinjstvo 2,45.
To naselje je, glede na rezultate popisa iz leta 2002, večinoma srbsko, a v času zadnjih treh popisov je opazno zmanjšanje števila prebivalcev.
|  |

| Demografija | Demografija     | Demografija     |
| Leto        | Št. prebivalcev | Št. prebivalcev |
| ----------- | --------------- | --------------- |
|             |                 |                 |
|             |                 |                 |
|             |                 |                 |
|             |                 |                 |
| 1948        | 741             |                 |
| 1953        | 710             |                 |
| 1961        | 662             |                 |
| 1971        | 634             |                 |
| 1981        | 529             |                 |
| 1991        | 438             | 426             |
| 2002        | 343             | 309             |
|             |                 |                 |

| Etnična sestava po popisu iz leta 2002 | Etnična sestava po popisu iz leta 2002 | Etnična sestava po popisu iz leta 2002 | Etnična sestava po popisu iz leta 2002 | Etnična sestava po popisu iz leta 2002 |
| -------------------------------------- | -------------------------------------- | -------------------------------------- | -------------------------------------- | -------------------------------------- |
| Srbi                                   | Srbi                                   |                                        | 307                                    | 99,35%                                 |
| Romuni                                 | Romuni                                 |                                        | 1                                      | 0,32%                                  |
| Makedonci                              | Makedonci                              |                                        | 1                                      | 0,32%                                  |
| Neznano                                | Neznano                                |                                        | 0                                      | 0,0%                                   |